# 塔妮娜·馬邁里
塔妮娜·馬邁里（法語：Tanina Mammeri，2003年6月17日—），全名塔妮娜·維奧萊特·馬邁里（法語：Tanina Violette Mammeri），阿爾及利亞女子羽毛球運動員。她與兄長科塞拉·马迈里自2021年奪得非洲羽毛球锦标赛冠軍以來長期稱霸非洲羽壇混雙賽場，於2024年達成非錦賽四連霸，也在2023年非洲運動會羽毛球比賽奪得混雙金牌。

## 選手生涯
塔妮娜·馬邁里的父親是阿爾及利亞人，母親是法國人。她在法國出生和長大，2018至2021年間代表法國參加青少年賽事，2021年10月轉為代表阿爾及利亞參加國際賽。
2021年，塔妮娜·馬邁里代表阿爾及利亞在全非羽毛球錦標賽獲得混合團體亞軍、女子雙打亞軍，並與兄長科塞拉·马迈里搭檔奪得混合雙打冠軍。2022年，塔妮娜／科塞拉蟬聯非錦賽混雙冠軍，並在烏干達國際賽獲得兩人搭檔以來的職業賽首冠。
2023年初，塔妮娜／科塞拉於全非羽毛球錦標賽混雙決賽以直落二（21-19,、21-12）擊敗埃及組合埃尔格姆／哈尼後成功衛冕，第三度摘冠，同時在女雙、混團項目奪銅。2023年賽季，他們另外在聖多明哥公開賽、留尼旺公開賽等賽事奪得共計七座混雙冠軍。
2024年2月，塔妮娜／科塞拉於全非羽毛球錦標賽混雙決賽以2比1（21-23、21-16、21-11）再次擊敗埃及的埃尔格姆／哈尼，奪得四連冠。同年3月，塔妮娜參加在迦納阿克拉舉辦的非洲運動會羽毛球比賽，在女子雙打項目搭檔汉拿·布克沙尼奪得銀牌，再與科塞拉·马迈里奪得混合雙打金牌。
2024年5月，塔妮娜／科塞拉以非洲排名最高的混雙組合獲得2024年奧運參賽資格，成為阿爾及利亞首對獲得奧運羽球參賽資格的混合雙打組合。兩人在8月舉行的奥运会羽毛球比赛混合雙打賽事小組賽中三戰全敗，無緣晉級淘汰賽。

## 主要比賽成績
只列出曾進入準決賽的國際賽事成績：
| 年份   | 賽事                         | 公開賽級別 | 項目     | 搭檔          | 成績   |
| ------ | ---------------------------- | ---------- | -------- | ------------- | ------ |
| 2021年 | 全非羽毛球錦標賽             | 其他       | 混合團體 | －            | 亞軍   |
| 2021年 | 全非羽毛球錦標賽             | 其他       | 女子雙打 | Mounib Celia  | 亞軍   |
| 2021年 | 全非羽毛球錦標賽             | 其他       | 混合雙打 | 科塞拉·马迈里 | 冠軍   |
| 2022年 | 全非羽毛球錦標賽             | 其他       | 混合雙打 | 科塞拉·马迈里 | 冠軍   |
| 2022年 | 烏干達羽毛球國際賽           | 國際挑戰賽 | 混合雙打 | 科塞拉·马迈里 | 冠軍   |
| 2022年 | 埃及羽毛球國際賽             | 國際挑戰賽 | 混合雙打 | 科塞拉·马迈里 | 準決賽 |
| 2022年 | 馬爾代夫羽毛球國際挑戰賽     | 國際挑戰賽 | 混合雙打 | 科塞拉·马迈里 | 亞軍   |
| 2023年 | 全非羽毛球錦標賽             | 其他       | 混合團體 | －            | 季軍   |
| 2023年 | 全非羽毛球錦標賽             | 其他       | 女子雙打 | Mounib Celia  | 季軍   |
| 2023年 | 全非羽毛球錦標賽             | 其他       | 混合雙打 | 科塞拉·马迈里 | 冠軍   |
| 2023年 | 聖多明哥羽毛球公開賽         | 國際系列賽 | 混合雙打 | 科塞拉·马迈里 | 冠軍   |
| 2023年 | 毛里裘斯羽毛球國際賽         | 國際系列賽 | 混合雙打 | 科塞拉·马迈里 | 亞軍   |
| 2023年 | 聖但尼羽毛球公開賽           | 國際挑戰賽 | 混合雙打 | 科塞拉·马迈里 | 冠軍   |
| 2023年 | 巴西羽毛球國際系列賽         | 國際系列賽 | 混合雙打 | 科塞拉·马迈里 | 亞軍   |
| 2023年 | 喀麥隆羽毛球國際賽           | 國際系列賽 | 混合雙打 | 科塞拉·马迈里 | 冠軍   |
| 2023年 | 危地馬拉羽毛球國際挑戰賽     | 國際挑戰賽 | 混合雙打 | 科塞拉·马迈里 | 準決賽 |
| 2023年 | 烏干達羽毛球國際系列賽       | 國際系列賽 | 混合雙打 | 科塞拉·马迈里 | 冠軍   |
| 2023年 | 埃及羽毛球國際賽             | 國際系列賽 | 女子雙打 | 琳达·马扎里   | 亞軍   |
| 2023年 | 埃及羽毛球國際賽             | 國際系列賽 | 混合雙打 | 科塞拉·马迈里 | 亞軍   |
| 2023年 | 阿爾及利亞羽毛球國際賽       | 國際系列賽 | 混合雙打 | 科塞拉·马迈里 | 冠軍   |
| 2023年 | 危地馬拉羽毛球國際系列賽     | 國際系列賽 | 混合雙打 | 科塞拉·马迈里 | 冠軍   |
| 2023年 | 贊比亞羽毛球國際賽           | 未來系列賽 | 混合雙打 | 科塞拉·马迈里 | 冠軍   |
| 2024年 | 全非洲羽毛球男女子團體錦標賽 | 其他       | 女子團體 | －            | 季軍   |
| 2024年 | 全非羽毛球錦標賽             | 其他       | 混合雙打 | 科塞拉·马迈里 | 冠軍   |
| 2024年 | 非洲運動會羽毛球比賽         | 其他       | 女子雙打 | 汉拿·布克沙尼 | 銀牌   |
| 2024年 | 非洲運動會羽毛球比賽         | 其他       | 混合雙打 | 科塞拉·马迈里 | 金牌   |
| 2024年 | 哈薩克羽毛球國際挑戰賽       | 國際挑戰賽 | 混合雙打 | 科塞拉·马迈里 | 準決賽 |
| 2024年 | 聖但尼羽毛球公開賽           | 國際挑戰賽 | 混合雙打 | 科塞拉·马迈里 | 準決賽 |
| 2024年 | 埃及羽毛球國際賽             | 國際系列賽 | 混合雙打 | 科塞拉·马迈里 | 冠軍   |
| 2024年 | 阿爾及利亞羽毛球國際賽       | 國際系列賽 | 女子雙打 | 汉拿·布克沙尼 | 準決賽 |
| 2024年 | 阿爾及利亞羽毛球國際賽       | 國際系列賽 | 混合雙打 | 科塞拉·马迈里 | 冠軍   |
| 2025年 | 全非洲羽毛球混合團體錦標賽   | 其他       | 混合團體 | －            | 冠軍   |
| 2025年 | 全非羽毛球錦標賽             | 其他       | 混合雙打 | 科塞拉·马迈里 | 冠軍   |

| 2018-2026年 | 總決賽 | 超級1000賽 | 超級750賽 | 超級500賽 | 超級300賽 | 超級100賽 | 國際挑戰賽 | 國際系列賽 | 未來系列賽 | 其他 |

### 奧運會和世錦賽參賽紀錄
|          | 搭檔          | 2024       |
| -------- | ------------- | ---------- |
| 混合雙打 | 科塞拉·马迈里 | 小組第四名 |

## 外部連結
- 塔妮娜·馬邁里在世界羽球聯盟的登錄資料 （替代連結）